# Tolbonia
Tolbonia là một chi thực vật có hoa trong họ Cúc (Asteraceae).

## Loài
Chi Tolbonia gồm các loài: